# Michail Rjadno
Michail Igorevič Rjadno (in russo Михаил Игоревич Рядно?; Mosca, 18 settembre 2005) è un calciatore russo, difensore del CSKA Mosca.

## Carriera

### Club
Rjadno ha iniziato a giocare a calcio nel settore giovanile della Dinamo Mosca, per poi passare a quello del CSKA Mosca nel 2019. Il 14 luglio 2023 ha firmato il suo primo contratto professionistico ed il giorno seguente ha debuttato in prima squadra nell'incontro di Superkubok Rossii perso ai rigori contro lo Zenit San Pietroburgo. Ha segnato il suo primo gol il 13 agosto, nel successo per 3-1 contro il Soči.
Il 25 luglio 2024 è stato ceduto in prestito per sei mesi al Rodina Mosca.

### Nazionale
Ha giocato nella nazionale russa Under-21.

## Statistiche

### Presenze e reti nei club
Statistiche aggiornate al 5 agosto 2024.
| Stagione        | Squadra         | Campionato      | Campionato | Campionato | Coppe nazionali | Coppe nazionali | Coppe nazionali | Coppe continentali | Coppe continentali | Coppe continentali | Altre coppe | Altre coppe | Altre coppe | Totale | Totale | Totale |
| Stagione        | Squadra         | Comp            | Pres       | Reti       | Comp            | Pres            | Reti            | Comp               | Pres               | Reti               | Comp        | Pres        | Reti        | Pres   | Reti   |        |
| --------------- | --------------- | --------------- | ---------- | ---------- | --------------- | --------------- | --------------- | ------------------ | ------------------ | ------------------ | ----------- | ----------- | ----------- | ------ | ------ | ------ |
| 2023-2024       | CSKA Mosca      | PL              | 5          | 1          | CR              | 6               | 0               |                    | -                  | -                  | SR          | 1           | 0           | 12     | 1      |        |
| 2024-2025       | Rodina Mosca    | 1D              | 2          | 0          | CR              | 0               | 0               |                    | -                  | -                  |             | -           | -           | 2      | 0      |        |
| Totale carriera | Totale carriera | Totale carriera | 7          | 1          |                 | 6               | 0               |                    | -                  | -                  |             | 1           | 0           | 14     | 1      |        |

## Palmarès
- Supercoppa di Russia: 1

CSKA Mosca: 2025